# Якщо король програє
«Якщо король програє» (тур. Kral Kaybederse) — турецький телесеріал 2025 р. у жанрі драми та створений компанією OGM Pictures. В головних ролях — Халіт Ерґенч, Мерве Діздар, Аслихан Гюрбюз, Нілпері Шахінкая. Перша серія вийшла в ефір 11 лютого 2025 року. Серіал має 1 сезон.

## Сюжет
Кенан — розбещений, багатий і привабливий чоловік, який виріс, оточений материнською любов'ю, наче король. Проте важке дитинство залишило глибокі шрами, від яких він не зміг позбутися. Незважаючи на шлюб з Хандан, він не цінує дружину і починає стосунки з офіціанткою Фаді, жінкою з непростою долею. Фаді щиро закохується в Кенана і, знаючи про його шлюб, вірить, що він покине дружину заради неї. Але Кенан, переслідуючи свої бажання, не може обрати між дружиною, коханкою і іншими жінками. Ці заплутані стосунки приводять до низки драматичних подій. Його історія — це трагічний шлях від надмірностей і самовпевненості до втрати всього, набуття усвідомлення і, зрештою, до смирення.

## Актори та ролі
| Актор              | Персонаж            |
| ------------------ | ------------------- |
| Халіт Ерґенч       | Кенан Баран         |
| Мерве Діздар       | Фадіме / Фаді Четін |
| Аслихан Гюрбюз     | Хандан Баран        |
| Нільпері Шахінкая  | Озлем               |
| Айшен Гюрлер       |                     |
| Мурат Гаріпагаоглу | Семіх               |
| Дженан Чамюрду     | Мемдух Четін        |
| Бурджу Гьольдегар  | Бану                |
| Ісмаїл Демірджі    |                     |
| Омер Дюран         |                     |

## Сезони

### Туреччина
| Сезон | Початок сезону | Фінал сезону  | Кількість серій | Епізоди | Канал ТВ | День і час трансляції |
| ----- | -------------- | ------------- | --------------- | ------- | -------- | --------------------- |
| 1     | 11 лютого 2025 | 3 червня 2025 | 16              | 1-16    | Star TV  | Щовівторка, 20.00     |
| 2     |                |               |                 | 17-     | Star TV  |                       |

## Рейтинги серій

### Сезон 1 (2025)
| Серія | Рейтинг (TOTAL) | Рейтинг (AB) | Рейтинг (ABC1) |
| ----- | --------------- | ------------ | -------------- |
| 1.    | 4,09            | 5,23         | 5,51           |
| 2.    | 5,73            | 7,34         | 8,00           |
| 3.    | 5,70            | 7,77         | 7,48           |
| 4.    | 6,60            | 7,28         | 8,63           |
| 5.    | 5,46            | 7,37         | 7,06           |
| 6.    | 5,30            | 6,42         | 6,73           |
| 7.    | 5,18            | 5,95         | 6,18           |
| 8.    | 5,47            | 6,91         | 6,55           |
| 9.    | 5,07            | 6,27         | 6,27           |
| 10.   | 4,55            | 4,39         | 5,51           |
| 11.   | 5,35            | 5,89         | 6,25           |
| 12.   | 4,80            | 5,90         | 5,89           |
| 13.   | 4,98            | 5,51         | 5,74           |
| 14.   | 4,43            | 4,51         | 5,09           |
| 15.   | 4,14            | 5,20         | 5,34           |
| 16.   | 4,46            | 5,26         | 5,89           |